# Upper Demerara-Berbice
Upper Demerara-Berbice ist eine zentrale Region in Guyana. Sie grenzt an die Regionen Essequibo Islands-West Demerara, Demerara-Mahaica und Mahaica-Berbice im Norden, an die Region East Berbice Corentyne im Osten und die Regionen Potaro-Siparuni und Cuyuni-Mazaruni im Westen. Sie grenzt damit an sieben Regionen und hat damit die meisten Nachbarregionen. In der Region liegt Linden, die zweitgrößte Stadt Guyanas. Andere Städte sind Ituni, Kalkuni, Kwakwani, Kurupakari, Rockstone und Takama.